# Liefde in zaken
Liefde in zaken is een hoorspel naar het toneelstuk Love business van David Sharman. De TROS zond het uit op woensdag 16 oktober 1974, van 22:47 uur tot 23:55 uur. De vertaler, bewerker en regisseur was Rob Geraerds.

## Rolbezetting
- Frans Somers (Maximiliaan Birdie)
- Jan Borkus (George Smith)
- Bep Dekker (Janet Roger, de Amerikaanse)
- Simone Rooskens (Shirley, haar nichtje)
- Corry van der Linden (Simone Fontaine, de Française)
- Enny de Leeuwe (Maria Monteverdi, de Italiaanse)
- Fé Sciarone (Prudence Macdonalds, de Engelse)
- Tineke van Leer (Yvonne, de slotverrassing)

## Inhoud
Maximiliaan Birdie put de fondsen voor zijn zakelijke escapades uit de romantische relaties van zijn zeer charmante compagnon George Smith. De zaak wordt echter nogal gecompliceerd als een viertal zeer verschillende, maar ook zeer aantrekkelijke dames hierbij betrokken raakt…